# Vilém Bohumir Hauner
Vilém Bohumír Hauner (Prague, 23 juin 1903 - ?, 9 octobre 1982) est un relieur tchèque.

## Biographie
Vilem Hauner est le fils de l'historien militaire Vilém Julius Josef Hauner (cs) et de Jitka Haunerová-Staňková. Par suite d'une méningite, il devient sourd très jeune. Il étudie la reliure d'art à l'École graphique d'État à Prague et apprend aussi l'anglais, le français et en partie l'allemand.
Après ses études, il travaille pendant deux ans à Paris, où il devient sociétaire du Salon International des Artistes Sourds. Il visite les États-Unis d'Amérique, probablement le premier sourd tchèque à vulgariser de nouvelles méthodes d'enseignement, notamment à l'université Gallaudet de Washington .
De retour de France, il ouvre son propre atelier de reliure artistique de livres. Il participe également à la vie fédérale des sourds et s'implique dans la création du club de tennis sourd LATECH.
Il correspond en français avec l'Allemande sourde Gertrude Jacob qui est originaire de Thuringe. En 1938, il l'épouse et la sauve des persécutions nazies. Ils ont deux enfants, le fils aîné Milan Hauner (cs) historien qui habite en Amérique, le plus jeune Roland (1942-2007) est resté dans sa ville natale à Prague.
Pendant la Seconde Guerre mondiale, son père est interné et tué au camp de concentration de Mauthausen tandis que son jeune frère Edgar est fusillé en 1942 en représailles de l'attentat contre Reinhard Heydrich.

## Travail
Grâce aux programmes scolaires pour les sourds élaborés par sa mère, Vilém Hauner est rapidement devenu célèbre dans les médias, et des reliures luxueuses lui ont été commandées par des personnalités telles que Tomáš Masaryk. Hauner est surtout connu pour ses gravures et ses dorures.
Durant le régime communiste, Hauner ne fait plus de reliure d'art et se limite à la reliure ordinaire.